# Néa Marathéa (Argolide)
 (juin 2025).
Néa Marathéa (grec moderne : Νέα Μαραθέα) est une localité située dans le dème des Naupliens, dans le district régional d'Argolide, dans la périphérie du Péloponnèse, en Grèce.
Selon le recensement de 2021, elle compte 24 habitants.